# 本巣市民文化ホール
本巣市民文化ホール（もとすしみんぶんかホール）は、岐阜県本巣市にある公共施設である。

## 概要
- 旧・本巣郡真正町の農村文化伝承交流施設真桑文楽の里真正町文化ホールとして1994年（平成6年）開館。2004年（平成16年）2月の本巣市発足により本巣市民文化ホールに改称。
- 元は旧真正町に伝わる真桑文楽（真桑人形浄瑠璃）上演、伝承教室などの実施、地域間交流の施設として建設された。現在は農業、農村文化の伝承、地域連帯の施設となっている。
- 建物は切妻屋根の芝居小屋の外観である。

## 施設概要
1階
- ホール

座席数は500席（観客席452、桟敷席44、身体障害者用席4）
文楽の上演を目的としたホールのため、座席が低く設置されているのが特徴
- 楽屋（1-4）
- 会議室

2階
- 展示ギャラリー
- 母子観覧室

## 利用案内
- 住所：岐阜県本巣市軽海718番地
- 利用時間：9:00～21:00
- 休館日：月曜日（月曜日が祝日の場合はその翌日）、年末年始（12月29日～1月3日）

## 交通アクセス

### 公共交通機関
- 岐阜バス真正大縄場線「真正分庁舎」バス停より徒歩約3分
  - JR東海道本線・高山本線岐阜駅（JR岐阜駅バスターミナル）、名鉄名古屋本線・各務原線名鉄岐阜駅（名鉄岐阜のりば）より【O81】「イオンタウン本巣」、【O85】「大野バスセンター」行き
- 本巣市市営バス真桑線「真正分庁舎」バス停より徒歩約3分

### 自動車
- 東海環状自動車道大野神戸ICから県道53号を東進、「軽海城前」交差点を北上。

## 周辺施設
- 本巣市役所真正分庁舎
- しんせい ほんの森　（本巣市図書館）
- 本巣市立真正中学校
- 本巣市立真桑小学校
- 軽海西城址
- 軽海神社
- さいがわ公園